# Masato Yoshino
 (mai 2016).
Si vous disposez d'ouvrages ou d'articles de référence ou si vous connaissez des sites web de qualité traitant du thème abordé ici, merci de compléter l'article en donnant les références utiles à sa vérifiabilité et en les liant à la section « Notes et références ».
Masato Yoshino (吉野 正人, Yoshino Masato), né le 4 octobre 1980 à Ikoma, Nara)  est un catcheur japonais, qui est principalement connu pour son travail à la Dragon Gate.

## Carrière
Masato Yoshino a catché dans diverses promotions japonaises, faisant notamment partie au fil des ans de plusieurs factions de la Dragon Gate. Il est aussi apparu à la Total Nonstop Action Wrestling aux Etats-Unis. Il est réputé pour sa vitesse exceptionnelle, ce qui lui a valu le surnom de "catcheur le plus rapide du monde".

### Dragon Gate

#### Muscle Outlaw'z (2006-2008)
En 2007, Yoshino forme avec Naruki Doi l'équipe surnommée "DoiYoshi" ou "Speed Muscle", alliant sa vitesse (en anglais speed) à la force de Doi (muscle).

#### WORLD-1 (2008-2011)
Le 14 octobre 2009, ils perdent les titres contre Masaaki Mochizuki, Don Fujii et Akebono.

#### WORLD-1 International (2012-2013)
Lors de Dead Or Alive 2012, lui, Naruki Doi et PAC battent Jimmyz (Genki Horiguchi H.A.Gee.Mee!!, Jimmy Kanda et Ryo "Jimmy" Saito) et remportent les Open the Triangle Gate Championship.

#### Monster Express (2013-2016)
Le 10 octobre 2013, il bat Yamato et remporte l'Open the Dream Gate Championship pour la deuxième fois. Le 2 mars 2014, il perd le titre contre Ricochet.
Le 30 mai 2015, il remporte le King Of Gate 2015 en battant T-Hawk en finale. Le 14 juin, il bat BxB Hulk et remporte l'Open the Dream Gate Championship pour la troisième fois. Le 16 août, il perd le titre contre Shingo Takagi. Le 23 novembre, il bat Mr. Nakagawa par décision des fans et remporte l'Open the Owarai Gate Championship. Le 6 décembre, lui, Akira Tozawa et T-Hawk battent VerserK (Naruki Doi, Shingo Takagi et YAMATO) dans un Décision Match pour remporter les vacants Open the Triangle Gate Championship. Le 21 mars, ils conservent les titres contre VerserK (Kotoka, Naruki Doi YAMATO).
Le 4 septembre, ils perdent les titres contre Jimmyz (Ryo "Jimmy" Saito, Jimmy Kanda et Genki Horiguchi H.A.Gee.Mee!!). Le 12 octobre, Monster Express est forcé de ce dissoudre après avoir perdu un 5 vs 4 Loser Revival Captains Fall Match contre VerserK.
Lors de The Final Gate 2016, lui, Ben-K et Kotoka perdent contre Jimmyz (Jimmy Kanda, Jimmy Susumu et Ryo Jimmy Saito) dans un Three Way Elimination Match qui comprenaient également VerserK (Cyber Kong, El Lindaman et Mondai Ryu) et ne remportent pas les vacants Open the Triangle Gate Championship.

#### MaxiMuM (2017-2019)
Lors de Final Gate 2017, lui, Naruki Doi et Jason Lee battent Tribe Vanguard (Yamato, BxB Hulk et Kzy) et remportent les Open the Triangle Gate Championship. Le 11 février, ils conservent les titres contre ANTIAS (Shingo Takagi, Cyber Kong et Yasushi Kanda). Lors de Dead Or Alive 2018, ils perdent les titres contre Natural Vibes (Genki Horiguchi, Kzy et Susumu Yokosuka).
Le 10 juin, il bat Masaaki Mochizuki et remporte le Open the Dream Gate Championship pour la quatrième fois. Lors de Gate of Destiny 2018, il conserve le titre contre Ben-K. Le 4 décembre, il perd le titre contre PAC.

#### Toryumon (2019-2020)
Lors de Final Gate 2020, Toryumon est contraint de se dissoudre après avoir perdu un No Disqualification Losing Unit Disbands Match contre R.E.D (Eita, H.Y.O, HipHop Kikuta, Kaito Ishida et SB KENTo).

### Dragon Gate USA
Lors de DGUSA Enter The Dragon 2010, lui et CHIKARA Sekigun (Hallowicked, Jigsaw et Mike Quackenbush) battent KAMIKAZE USA (Akira Tozawa, Gran Akuma, Jon Moxley et Yamato) dans un Eight Man Tag Team Elimination Match.
Lors de Way of the Ronin 2011, ils perdent leur titres contre CIMA et Ricochet et ne remportent pas les Open the Twin Gate Championship.
Lors de Open The Ultimate Gate 2012, lui et Ricochet battent Ronin (Chuck Taylor et Johnny Gargano) et remportent les vacants Open The United Gate Championship. Lors de Mercury Rising 2012, il perd contre Johnny Gargano et ne remporte pas le Open the Freedom Gate Championship.

### Total Nonstop Action Wrestling
En juin 2008, Yoshino représente le Japon en tant que heel dans le tournoi international par équipe World X Cup de la TNA. Le tournoi oppose quatre équipes et se déroule en quatre manches durant lesquelles les équipes tentent de remporter un maximum de points. Lors de la première manche, Yoshino et son partenaire japonais de l'époque Naruki Doi sont battus par la "Team Mexico". Le 13 juillet 2008 pendant le pay-per-view Victory Road, Yoshino représente à nouveau la "Team Japan" lors de la troisième manche : il s'agit d'un match à élimination composé de trois catcheurs pour chaque équipe en lice soit douze catcheurs en tout. Proche de la victoire, Yoshino est finalement le dernier éliminé et Alex Shelley remporte le match pour la "Team TNA". Durant la même soirée et à la fin des quatre manches, la "Team Mexico" totalise le plus de point et remporte le tournoi ; l'équipe de Yoshino termine en troisième position.

## Palmarès
- Dragon Gate

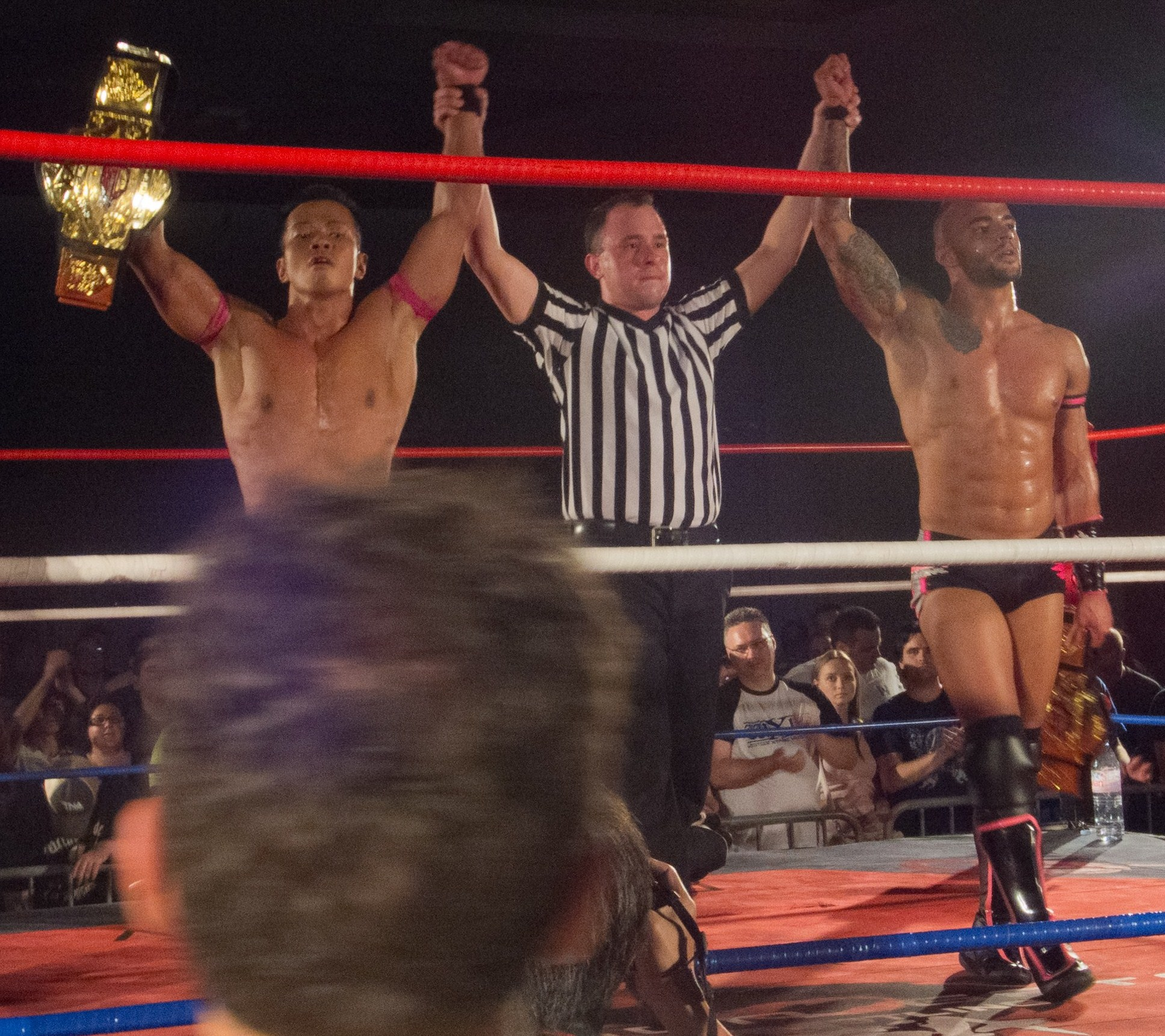
Yoshino et Ricochet après avoir remporté les Open The United Gate Championship lors de Open the Ultimate Gate en Mars 2012.

  - 1 fois Dragon Gate I-J Heavyweight Tag Team Championship avec Naruki Doi
  - 4 fois Open the Dream Gate Championship
  - 6 fois Open the Brave Gate Championship
  - 1 fois Open the Owarai Gate Championship
  - 11 fois Open the Triangle Gate Championship  avec Milano Collection AT et Anthony W. Mori (1), CIMA et Magnitude Kishiwada (1), Gamma et Naruki Doi (2), Naruki Doi et Magnitude Kishiwada (1) BxB Hulk et PAC (1), Gamma et Yamato (1), Naruki Doi et PAC (1), Naruki Doi et Shachihoko BOY (1), Akira Tozawa et T-Hawk (1), et Naruki Doi et Jason Lee (1)
  - 3 fois Open the Twin Gate Championship avec Naruki Doi (2) et Shachihoko Boy (1)
  - King of Gate (2015, 2018)
  - Summer Adventure Tag League (2007, 2008, 2010) avec Naruki Doi

- Dragon Gate USA
  - 2 fois Open The United Gate Championship avec PAC (1) et Ricochet (1)

- Pro Wrestling Noah
  - 1 fois GHC Junior Heavyweight Tag Team Championship avec Naruki Doi

- Toryumon Japan
  - Differ Cup (2003) avec Ultimo Dragon
  - 1 fois NWA World Welterweight Championship[25]
  - 2 fois UWA World Trios Championship avec Milano Collection A.T. et "brother" YASSINI (1) et Milano Collection A.T. et Condotti Shuji (1)

## Récompenses des magazines
- Pro Wrestling Illustrated

| Année | 2003 | 2004 | 2005       | 2006 | 2007 | 2008 | 2009 à 2010 | 2011 | 2012 | 2013 à 2014 |
| ----- | ---- | ---- | ---------- | ---- | ---- | ---- | ----------- | ---- | ---- | ----------- |
| Rang  | 220  | 248  | Non classé | 270  | 125  | 137  | Non classé  | 197  | 116  | Non classé  |
| Année | 2015 | 2016 |            |      |      |      |             |      |      |             |
| Rang  | 141  | 268  |            |      |      |      |             |      |      |             |

- Tokyo Sports
  - Technique Award (2013)